# كينيث آر شادريك
كينيث آر شادريك (بالإنجليزية: Kenneth R. Shadrick) (و. 1931 – 1950 م) هو جندي أمريكي، ولد في مقاطعة هارلن، ويحمل رتبة عسكرية جندي، توفي في اوسان، عن عمر يناهز 19 عاماً.

## الخدمة العسكرية
خدم في القوات البرية للولايات المتحدة.

## جوائز
حصل على جوائز منها:
وسام القلب الأرجواني